# SIPEM
SIPEMは、懸垂式の乗用モノレールシステム、およびその開発プロジェクトの名称。開発はシーメンス社で、「SIPEM」は「SIemens PEople Mover」を略したものである。
SIPEMは、ドイツ・ドルトムント市の「H-Bahn」、およびデュッセルドルフ空港の「Skytrain」として実用化されている。「H-Bahn」の「H」は「hänge(hanging)」、つまり「ぶらさがっている」ことを意味する。
SIPEMは、自動運転システムを備えており、コントロールセンターで運行が管理されている。運転士は乗務していない。ダイヤグラムに基づいた運行のほか、エレベーターと同様のオンデマンド運行が可能である。

## 概要
SIPEMは、毎時15000人程度の輸送力を想定した、中規模軌道系交通機関として開発された。
SIPEMシステムの走路駆動系は、隣のフランスで開発されたサフェージュ式モノレールに酷似している。箱型で下にスリットをあけた走路を架設し、その中にゴムタイヤをはいたボギー台車を格納し、スリットから腕を伸ばして車体を懸荷する。走路側壁にガイドホイールが接触して案内を行う。独自のシステムというよりは、サフェージュ式の派生形として運行管理などをセットにしたシステムと考えるべきであろう。開発想定最高速度は60km/h。
開発は1973年に、西ドイツ連邦政府が1125万ドイツマルクの研究販促費を負担して、開始された。1975年7月21日に180メートルの試験線がデュッセルドルフに完成し、1976年には1.5キロメートルに拡張された。

## 実用化

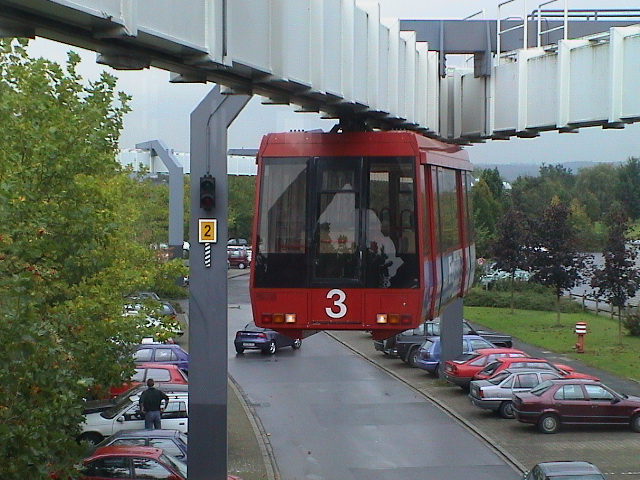
ドルトムント市のH-Bahn

### ドルトムント市の「H-Bahn」
最初の実用化は1984年5月2日で、ドルトムント工科大学の南北キャンパスをつなぐ路線として開通した。この路線はH-Bahn（ハー・バーン）と呼ばれている。
H-Bahnは、開業時点での延長は1.05キロメートル、車輌は2輌が用意された。建設費は2400万ドイツマルクで、うち75％がドイツ連邦政府、ノルトライン＝ヴェストファーレン州政府が20％、ドルトムント市が5％を負担した。軌道を支える柱の間隔は、2つのキャンパスを区切る道路をまたぐところで一番広く38.5メートルとなっており、またその道路付近の自然保護地域では高度16メートルに達している。駅には、プラットホームと走路を区切るガラス製のホームドアが備えられている。1993年には、3年の歳月をかけて第二期工事が行われ、900メートルの延長とアイヒリンクホーフェン駅・Sバーン（幹線鉄道）との連絡駅の2駅が増設された。車輌も3輌が追加された。
このシステムには、さまざまな新規技術が投入された。たとえば車輌の停止位置制御は3センチの精度を実現している。こういった技術によって高速運行や高密度での運転を可能としている。
更にその後、2003年12月19日には、近接するテクノロギーパーク駅までの延長線1.2キロメートルが開通、総延長は3,162メートルとなった。この延長にかかった費用は約1550万ユーロであった。
H-Bahnは、2つの路線に区分して運用されている。両線は南キャンパス駅で連絡している。
- 1号線　：テクノロギーパーク駅 - ドルトムント大学駅（Sバーン連絡） - 南キャンパス駅 - アイヒリンクホーフェン駅

ドルトムント大学駅からSバーンでドルトムント市中心部やボーフムへと乗り継ぐことができる。運行は2輌の車輌で行われており、おおむね10分毎。
- 2号線　：北キャンパス駅 - 南キャンパス駅

ドルトムント工科大学の南北キャンパスをつなぐ路線で、1輌がこちらの路線に投入されている。
他に予備車およびメンテナンス用の車輌が存在する。
H-Bahnの更なる延長は、以下のルートで検討されている。
- 大学とドルトムント中央駅間。
- 大学東方のドルトムント市南東側ダウンタウン方面。

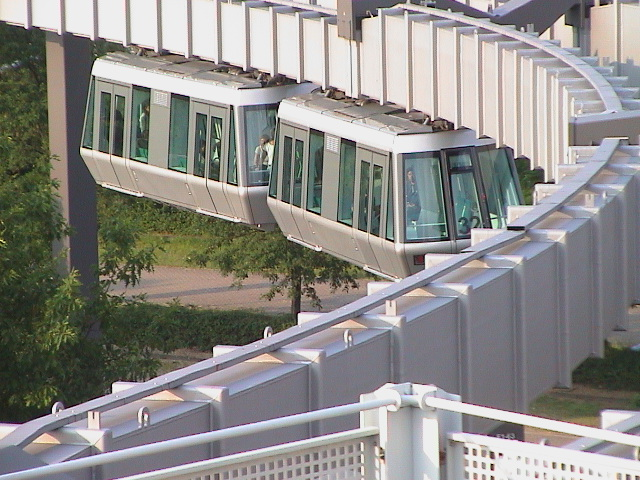
デュッセルドルフ空港のSkytrain

### デュッセルドルフ空港の「スカイトレイン」
同様のモノレールシステムはデュッセルドルフ空港にも導入された。こちらは「スカイトレイン」と呼ばれている。
スカイトレインは、シャトルバスを代替するものとして2002年7月に開通した。空港ターミナルビルとインターシティ鉄道駅の2.5キロメートルを結んでいる。駅は、空港ターミナルビルに2ヶ所、駐車場に1ヶ所、インターシティ連絡駅に1ヶ所、他に総合イベント会場の「デュッセルドルフメッセ駅」とフットボールスタジアムの「LTUアリーナ駅」があり、全6駅となっている。最高運転速度は50km/h。
このスカイトレインは、無駄に凝った仕様が盛り込まれており、その当然の帰結として初期故障が続発した。そのため、供用開始後に長期運休と改善工事を余儀なくされたこともある（その間は、シャトルバスが復活した）。しかし、改善工事後は、おおむね問題なく使われているようである。